# Harald Jung

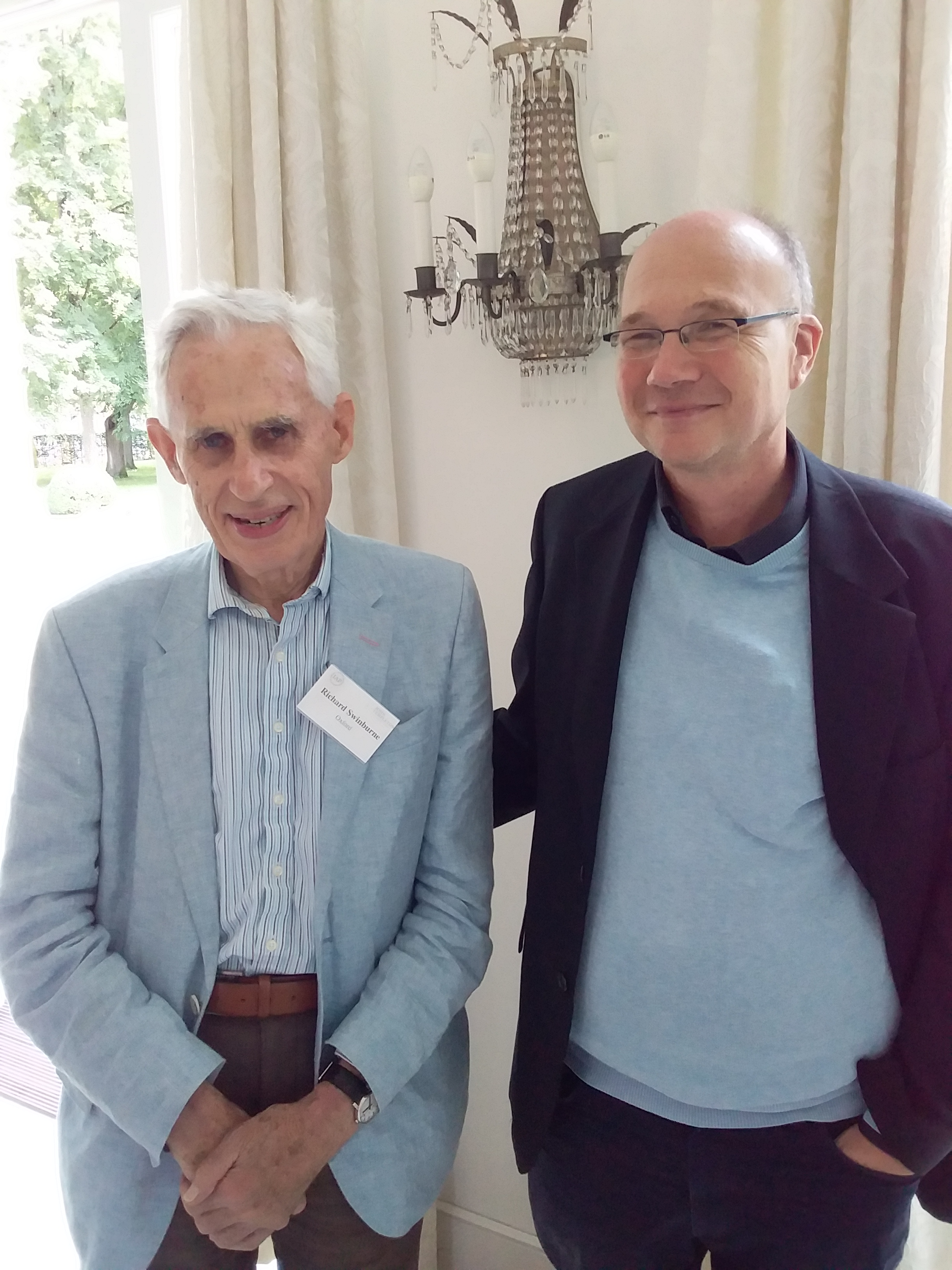
Harald Jung (rechts) mit Richard Swinburne bei einer Tagung der Internationalen Akademie für Philosophie in München (2019)

Harald Jung (* 16. November 1966 in Bingen am Rhein; † 20. Januar 2024 in Schweinfurt) war ein deutscher evangelischer Theologe, Philosoph, Ökonom und Professor für Ethik und Soziallehre an der Internationalen Hochschule Liebenzell.

## Leben und Wirken
Harald Jung ist in Bacharach aufgewachsen. Er studierte Volkswirtschaft und Theologie an der Johannes Gutenberg-Universität Mainz, Johann Wolfgang Goethe-Universität Frankfurt am Main, Lutherischen Theologische Hochschule Oberursel und der Ruprecht-Karls-Universität Heidelberg und war Stipendiat der Konrad-Adenauer-Stiftung. 2005 wurde er an der Universität Neuchâtel mit seiner Arbeit über Soziale Marktwirtschaft und weltliche Ordnung. Zur Grundlegung einer politischen Wirtschaftsethik im sozialethischen Ansatz Luthers zum Ph.D. promoviert.
Nach einer Tätigkeit in der Unternehmensberatung LSP Mainz/Rüsselsheim war er ab 2002 Wissenschaftlicher Mitarbeiter und Assistent an der Theologischen Fakultät und Fakultät für Verhaltenswissenschaften der Friedrich-Schiller-Universität Jena. Daneben war er ausgebildeter Business-Coach und nebenberuflich Lehrbeauftragter an der Verwaltungsfachhochschule in Wiesbaden und FH Nordhausen. Ab 2009 war er zunächst Dozent für Griechisch und ab 2011 Professor für Ethik und Soziallehre an der Internationalen Hochschule Liebenzell (IHL). Dort war er bis 2015 gründender Leiter des Bachelor-Studiengangs B.A. in Theologie und Soziale Arbeit im interkulturellen Kontext, von 2015 bis 2023 Co-Studiengangsleiter des Master-Studiengangs Evangelische Theologie und von 2013 bis 2023 Dekan für Forschungs- und Hochschulkooperationen.
Seine Forschungsschwerpunkte waren:
- Ethik und christliche Soziallehre im ökumenischen Gespräch
- Politische Ethik, Rechtsethik, Sozialethik, Medienethik, Versöhnung
- Wirtschaft und Ethik
- Theologische und philosophische Anthropologie
- Theologie und Bildung
- Luther, Barth, Dialektische Theologie, Personalismus

Er war ab 2013 Mitglied im wissenschaftlichen Beirat des Tangens-Instituts für Kulturhermeneutik und Lebensweltforschung, engagierte sich im Vorstand der Gesellschaft zur Förderung von Wirtschaftswissenschaften und Ethik (GWE) und war Mitherausgeber deren halbjährlich erscheinenden JoME – Journal for Markets and Ethics (Zeitschrift für Marktwirtschaft und Ethik). Zudem war er Mitglied der Luther-Gesellschaft, der Barth-Gesellschaft, der Görres-Gesellschaft, des Arbeitskreises Evangelischer Unternehmer und Mitglied des Arbeitskreises Theologie des Evangelischen Gnadauer Gemeinschaftsverbandes. Von 2011 bis 2021 war er Mitglied des Aufsichtsrates der Kirchlichen Sozialstation Eberbach sowie ab 2022 Mitglied im wissenschaftlichen Beirat des Liebenzeller Diakoniewerkes. Darüber hinaus war er CDU-Mitglied und beteiligte sich auch an politischen Debatten.
Jung war bis zu seinem Tod Präsident des Heidelberg Institute for International Studies & Leadership in Markkleeberg. Im Rahmen seiner Arbeit für das Institut reiste Jung auch mehrmals in den Vatikan sowie zur Emanuel-Universität nach Oradea, Rumänien.

## Privates
Harald Jung war verheiratet mit Nadine Jung-Gleichmann, die seit 2021 Pfarrerin in Sennfeld ist. Das Paar hat zwei Kinder.

## Veröffentlichungen
- Soziale Marktwirtschaft und weltliche Ordnung. Zur Grundlegung einer politischen Wirtschaftsethik im sozialethischen Ansatz Luthers (zugl. Dissertation, Universität Neuchâtel 2005), Ethik im theologischen Diskurs (EThD) Bd. 21, Lit Verlag, Berlin 2009, ISBN 978-3-643-10549-3.
- mit Karl Farmer und Werner Lachmann (Hrsg.): Wirtschaftskrisen und Vertrauensverlust in Wirtschaft und Politik, Lit Verlag, Berlin 2014, ISBN 978-3-643-12521-7.
- mit Christian Müller (Hrsg.): Unternehmensverantwortung in der Sozialen Marktwirtschaft, Schöningh, Paderborn 2017, ISBN 978-3-506-72850-0.
- mit Christian Müller und Christian Hecker (Hrsg.): Wirtschaft und Reformation: Rück- und Ausblicke nach 500 Jahren, Metropolis, Marburg 2019, ISBN 978-3-7316-1397-8.
- mit Arndt Büssing (Hrsg.): Spiritualität in der Managementpraxis, Verlag Herder, Freiburg im Breisgau 2019, ISBN 978-3-451-81982-7.
- mit Jürgen Schuster und Volker Gäckle (Hrsg.): Europa, wie hältst du's mit der Religion? Zum Verhältnis von Religion und Gesellschaft, Lit Verlag, Berlin 2020, ISBN 978-3-643-14476-8.
- mit Christian Müller, Bernhard Würfel und Martin Dabrowski (Hrsg.): Geld, Gier und Gott. Wirtschaft und Skandale, Metropolis, Marburg 2020, ISBN 978-3-7316-1449-4.

Aufsätze
- Umgang mit Minderheiten – in protestantischer Sicht. In: Michael Klöckner und Udo Tworuschka (Hrsg.): Ethik der Weltreligionen. Ein Handbuch, Darmstadt 2005, S. 276ff.
- Quellen zur Arbeit der Evangelischen Akademien in der DDR. In: Martha Friedenthal-Haase (Hrsg.): Evangelische Akademien in der DDR. Quellen und Untersuchungen zu Bildungsstätten zwischen Widerstand und Anpassung. Leipzig 2007, S. 441–644.
- Max Scheler. In: H. James Birx (Hrsg.): Encyclopedia of Time, SAGE Publications, Thousand Oaks, CA, 3:1134–1136.
- Das Weizenkorn, das in die Erde fällt. Vom Umgang mit Krisen, CVJM-MH, Heft 3, 2010.
- Führung „als Beruf“. Perspektiven christlicher Ethik auf eine Schlüsselressource wirtschaftlicher Entwicklung. In: Wirtschaft und Ethik, Ausgabe 2, 2010.
- mit Lucas Wehner: Social Entrepreneurship – ein junger Begriff und die Wiederentdeckung eines großen Potentials. In: Wirtschaft und Ethik, Ausgabe 2, 2012.
- Wirtschaft, Wissenschaft und Ethik. Ökonomik als „Handlungswissenschaft“ und der Mensch als sinnorientierter „homo teleologicus“. In: Wirtschaft und Ethik, Ausgabe 1, 2013, S. 30–47.
- Werteorientierung und Globalisierung als wirtschaftsethische Herausforderung. In: K. Farmer, H. Jung, W. Lachmann (Hrsg.): Wirtschaftskrisen und Vertrauensverlust in Wirtschaft und Politik, Berlin 2014.
- Luther, Bonhoeffer and the „Rhine Capitalism“. In: Canadian Journal of Scholarship and the Christian Faith, 2017.